# Планерная (транспортно-пересадочный узел)
«Пла́нерная» — транспортно-пересадочный узел (ТПУ), расположенный у северного выхода из метро «Планерная» в районе Северное Тушино Северо-Западного административного округа города Москвы.
Первый ТПУ в Москве, его строительство было начато в 2004 году и завершилось 15 февраля 2011 года. По некоторым независимым мнениям, фактически, представляет собой торговый центр, — и не способствует разгрузке транспортных потоков.

## Структура
ТПУ «Планерная» имеет 6 этажей, три верхних (3-й, 4-й, 5-й) отводятся перехватывающей парковке. На −1 этаже (подвальном) размещены магазины и супермаркет. Посадка и высадка пассажиров осуществляется на уличных платформах, проход к которым осуществляется только через 1-й и 2-й этажи здания.
По концепции в одном здании должны быть объединены:
- автовокзал с залами ожидания и переходом от станции метро к платформам посадки пассажиров на автобусы;
- торговые галереи
- платная парковка на 600 машино/мест (21 тыс. м²)[4]
- супермаркет
- ресторанный дворик

## Отзывы и критика

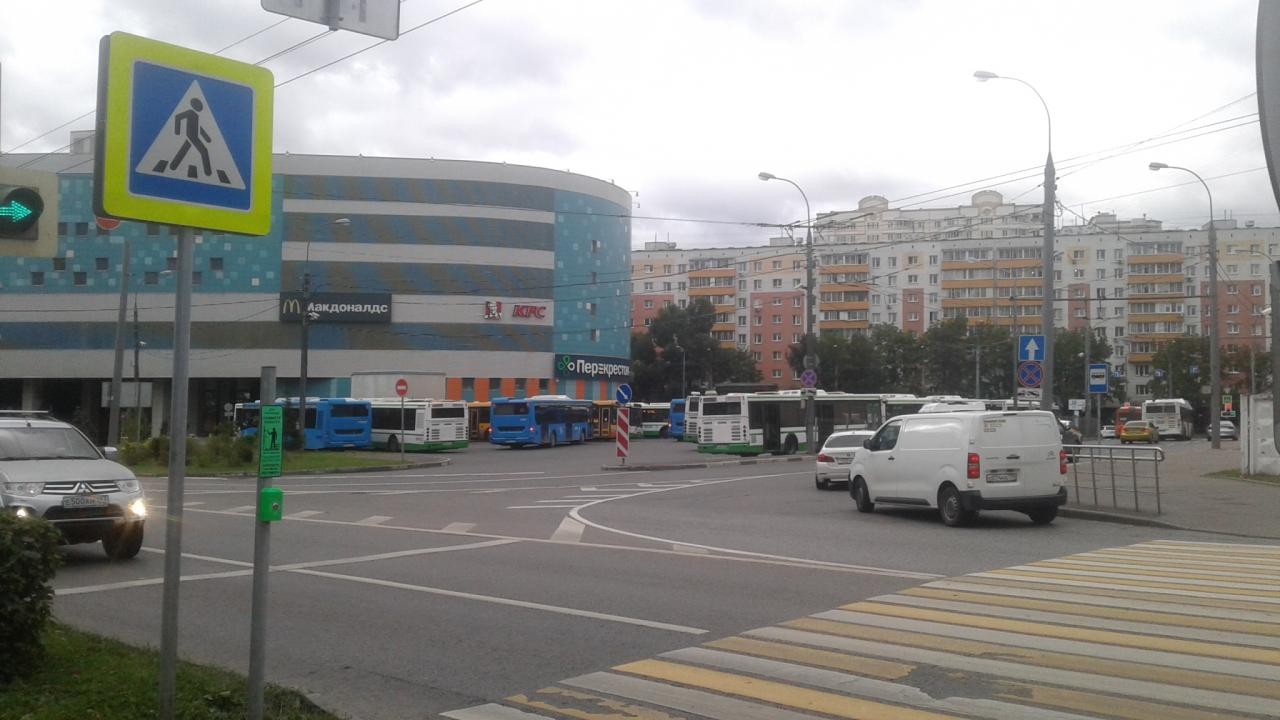
Конечная автобусная станция «Планерная».

По мнению НИиПИ Генплана Москвы от 2012 года, основной проблемой ТПУ «Планерная» стали избыток торговых площадок и некомфортные связи между метрополитеном и платформами наземного транспорта.
Открытие и последующая эксплуатация ТПУ «Планерная» вызвало всплеск негодования у жителей и гостей района, которых не устроил как внешний вид, так и функционал нового ТПУ. В частности, отмечается, что само здание и построенный между ним и входом в метро навес изуродовали окрестности, а навес, помимо прочего, не выполняет своей основной функции — места основного скопления людей (выход из ТПУ и кассы метрополитена) расположены по его краю, вследствие чего туда попадает дождь и потоки воды с самого навеса. Отмечается также, что непосредственная функция транспортно-пересадочного узла — обеспечение комфортной пересадки с одного вида транспорта на другой — оказалась далеко на втором плане, уступив приоритет нуждам торгового центра.
В новом ТПУ не нашлось места для маршрутных такси, а также автобусов и троллейбусов, следующих в Химки, которые в итоге были разнесены по разным сторонам от ТПУ. Перенос маршруток к южному выходу станции метро «Планерная» лишил жителей района большей части пешеходной зоны и места отдыха на прилегающей к метро площади, а также усугубил транспортную ситуацию на месте их выезда на Планерную улицу.
Проход от южного выхода станции метро «Планерная» к улице Планерная, из-за остановок маршруток и очередей на них людей, ждущих приезда автотранспорта, стал сильно затруднён.